# Vărbița, Haskovo
Vărbița (în bulgară Върбица ) este un sat în Obștina Dimitrovgrad, Regiunea Haskovo, Bulgaria.

## Demografie
Componența etnică a satului Vărbița
     Turci (1,66%)
     Bulgari (89,16%)
     Romi (7,22%)
     Nicio identificare (1,94%)
La recensământul din 2011, populația satului Vărbița era de 360 locuitori. Din punct de vedere etnic, majoritatea locuitorilor (89,16%) erau bulgari, existând și minorități de romi (7,22%) și turci (1,66%). Pentru 1,94% din locuitori nu este cunoscută apartenența etnică.